# 花見村
花見村（はなみそん）は、かつて鳥取県の中部、東伯郡に属していた村。

## 概要
1952年（昭和27年）12月31日当時の人口は2,450人、面積は14.84km2。
1889年（明治22年）10月1日、町村制実施により河村郡内（当時）の野花（のきょう）・長和田（なごうた）・長江・佐美（さび）・門田・埴見（はなみ）・羽衣石（うえし）の7ヵ村が合併して成立した。当村内では江戸時代から東郷池の干拓が行われ多くの水田が作られ、東郷池の西側の平野に水田地帯を広く形成するにいたった。また、明治末期より当村の山地の斜面において特産品の梨の栽培が盛んに行われるようになった。
1953年（昭和28年）4月1日、周辺の東郷松崎町、舎人村と合併、東郷町が成立して消滅した。

## 村名の由来
村名の由来としては古来、この地域では良質の粘土が採取され土師器や瓦を焼く窯が作られたことから粘土の意の「はに」と東郷池または海を意味している「み」が合わさり、「埴見」と呼ばれていたことによる。また、平安時代の『和名抄』にも伯耆国河村郡八郷の1つとして「埴見郷」の名が見えることから、古くからこの地域の地名として呼ばれていたことが分かる。従って「埴見村」とするのが普通であるのだが、合併時に村内に同じ地名の集落があることを考慮して混同するのを避けたため、同じ読みをする「花見村」と称することになった。

## 沿革
- 1889年（明治22年）10月1日 - 町村制施行により、河村郡野花村・長和田村・長江村・佐美村・門田村・埴見村・羽衣石村の7村が合併して村政施行し、花見村発足。旧村名を継承した7大字を編成。役場を長和田字出口に設置[1]。
- 1896年（明治29年）4月1日 - 河村郡・久米郡・八橋郡が合併して東伯郡が成立。東伯郡花見村となる。
- 1918年（大正7年） - 役場を長和田字河原田の花見小学校教員住宅を改造して移転[1]。
- 1953年（昭和28年）4月1日 - 東郷松崎町・舎人村と合併し、東郷町発足。同日花見村廃止。

## 行政

### 歴代村長
| 代         | 氏名       | 就任年月日                 | 退任年月日                 | 備考 |
| ---------- | ---------- | -------------------------- | -------------------------- | ---- |
| 初         | 岡本利七   | 1889年（明治22年）11月14日 | 1891年（明治24年）3月13日  |      |
| 2          | 音田卯三郎 | 1891年（明治24年）4月2日   | 1893年（明治26年）9月28日  |      |
| 3          | 神波久三郎 | 1893年（明治26年）10月18日 | 1895年（明治28年）10月4日  |      |
| 4          | 岡本利七   | 1896年（明治29年）1月9日   | 1896年（明治29年）2月7日   |      |
| 5          | 竹内五平   | 1896年（明治29年）2月13日  | 1896年（明治29年）11月30日 |      |
| 6          | 神波久三郎 | 1896年（明治29年）12月21日 | 1896年（明治29年）12月27日 |      |
| 7          | 神波信蔵   | 1897年（明治30年）1月12日  | 1899年（明治32年）8月16日  |      |
| 8          | 音田岩太郎 | 1899年（明治32年）10月18日 | 1903年（明治36年）7月31日  |      |
| 9          | 音田安蔵   | 1903年（明治36年）8月17日  | 1907年（明治40年）8月16日  |      |
| 10         | 神波為蔵   | 1907年（明治40年）8月31日  | 1911年（明治44年）8月28日  |      |
| 11         | 音田岩太郎 | 1911年（明治44年）9月28日  | 1918年（大正7年）1月13日   |      |
| 12         | 岡本清太郎 | 1918年（大正7年）1月25日   | 1922年（大正11年）1月20日  |      |
| 13         | 佐々木政蔵 | 1922年（大正11年）2月10日  | 1925年（大正14年）3月8日   |      |
| 14         | 岡本豊蔵   | 1925年（大正14年）5月25日  | 1931年（昭和6年）1月23日   |      |
| 15         | 岡本義雄   | 1931年（昭和6年）4月10日   | 1934年（昭和9年）8月25日   |      |
| 16         | 岡本邦太郎 | 1934年（昭和9年）8月29日   | 1942年（昭和17年）8月15日  |      |
| 17         | 竹内元蔵   | 1942年（昭和17年）9月7日   | 1944年（昭和19年）9月10日  |      |
| 18         | 岡本直重   | 1944年（昭和19年）9月15日  | 1946年（昭和21年）10月30日 |      |
| 19         | 神波勝衛   | 1947年（昭和22年）2月1日   | 1947年（昭和22年）7月29日  |      |
| 20         | 山崎武三郎 | 1947年（昭和22年）9月1日   | 1953年（昭和28年）3月31日  |      |
| 参考文献 - |            |                            |                            |      |

## 教育
- 花見小学校（現在は統合により湯梨浜町立東郷小学校となり、学校跡地は湯梨浜町立とうごうこども園となっている）

## 交通
- 山陰本線：駅は無し（最寄りは松崎駅・上井駅）